# برايان سانفورد
برايان سانفورد (بالإنجليزية: Brian Sanford)‏ هو لاعب كرة قدم أمريكية أمريكي، ولد في 12 سبتمبر 1987 في هارتفورد في الولايات المتحدة.

## وصلات خارجية
- برايان سانفورد على موقع مرجع كرة القدم المحترفة.كوم (الإنجليزية)